# جون كراولي
جون كراولي (بالإنجليزية: John Crawley) هو لاعب كرة قدم أسترالي، ولد في 5 مارس 1972 في Parramatta ‏ في أستراليا. لعب مع ديبورتيس ماجالانز وسنترال كوست مارينرز وكولو-كولو ونادي بلاكتاون سيتي ونادي سيدني يونايتد 58.

## وصلات خارجية
- جون كراولي على موقع قاعدة بيانات كرة القدم.إي يو (الإنجليزية)
- جون كراولي على موقع عالم كرة القدم.نت (الإنجليزية)